# Le due leggi (film)
Le due leggi è un film del 1962 diretto da Edoardo Mulargia.